# Laško
Laško (en allemand : Tüffer) est une commune et une station thermale du centre-est de la Slovénie. La ville est connue pour ses eaux chaudes et thermales, son festival des fleurs et de la bière et accueille par ailleurs l’importante brasserie Pivovarna Laško.

## Géographie

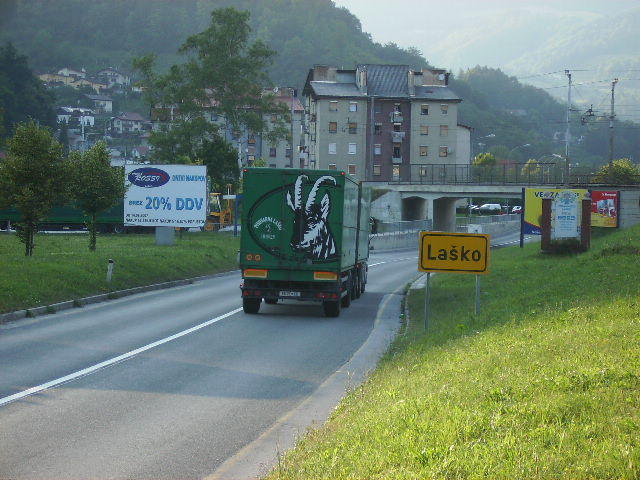
L'entrée de la ville, avec un camion aux couleurs de sa fameuse bière.

Situé dans la région historique de Basse-Styrie, au sud de Celje, le territoire communal est traversé par la rivière Save. Le blason de la commune représente trois fleurs de lys blanches sur un bouclier bleu. 
La région est riche en eaux thermales chaudes. Le village de Rimske Toplice (littéralement: « Thermes romains ») tire son nom de ces eaux. Grâce à cette particularité, la zone a pu développer une activité touristique fondée sur des thermes mais aussi dans la fabrication de bière à base d’eau thermale.
La gare de Laško est située sur l'ancienne ligne ferroviaire Südbahn reliant Vienne à Trieste.

### Villages
Les villages qui composent la commune se nomment Belovo, Blatni Vrh, Brezno, Brodnice, Brstnik, Brstovnica, Bukovca, Curnovec, Debro, Doblatina, Dol pri Laškem, Gabrno, Globoko, Govce, Gozdec, Gračnica, Harje, Huda Jama, Jagoče, Jurklošter, Kladje, Klenovo, Konc, Kuretno, Lahomno, Lahomšek, Lahov Graben, Laška vas, Laško, Laziše, Leskovca, Lipni Dol, Lokavec, Lože, Mačkovec, Mala Breza, Male Grahovše, Marija Gradec, Marijina vas, Modrič, Mrzlo Polje, Obrežje pri Zidanem Mostu, Ojstro, Olešče, Padež, Paneče, Plazovje, Polana, Povčeno, Požnica, Radoblje, Reka, Rifengozd, Rimske Toplice, Sedraž, Selo nad Laškim, Senožete, Sevce, Slivno, Spodnja Rečica, Stopce, Strensko, Strmca, Suhadol, Šentrupert, Širje, Škofce, Šmihel, Šmohor, Tevče, Tovsto, Trnov Hrib, Trnovo, Trobni Dol, Trojno, Udmat, Velike Gorelce, Velike Grahovše, Veliko Širje, Vodiško, Vrh nad Laškim, Zabrež, Zgornja Rečica, Zidani Most et Žigon.

## Histoire
La vallée de la Savinja était déjà peuplée au temps préhistorique. Les Celtes ont laissé leurs traces ; à l'époque romaine, une voie suivait la rivière.

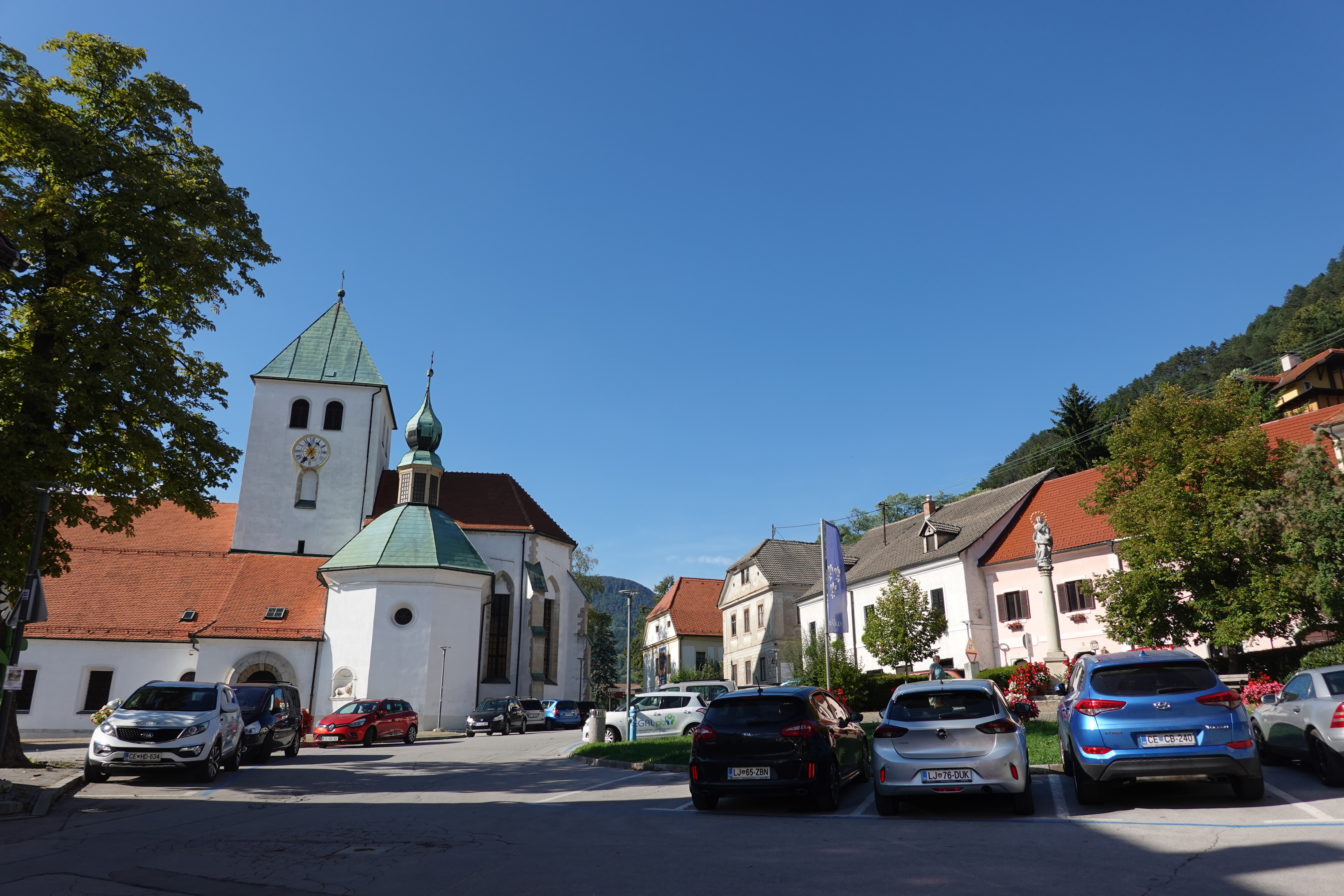
Place principale et église Saint-Martin.

La localité de Tyver est mentionnée pour la première fois dans un acte de donation promulgué par le margrave Ottokar III de Styrie en 1147 ; le nom slovène, dérivé de Valaque ou Walh n'apparaît qu'en 1483. Rattachée au duché de Styrie, la région près de la frontière avec la Carniole faisait partie des pays des ducs d'Autriche issus de la maison de Babenberg à partir de 1192. Le duc Léopold VI fit construire un pont de pierre (Zidani Most) à l'embouchure de la Savinja dans la Save, et il attribua aux habitants le droit d'organiser des marchés. 
Après l'extinction des Babenberg en 1246, la Styrie passa à la maison de Habsbourg. Le manoir de Laško était la propriété du comte Herman II de Celje (mort en 1435) et de son petit-fils Ulric (1406-1456). Il fut dévasté durant les incursions des forces ottomanes vers la fin du XVe siècle.
Avec la mise en service de la ligne ferroviaire entre Celje et Ljubljana en 1849, la situation économique de Laško s'est améliorée. La station thermale fut inaugurée en 1854 ; au début, elle est appelée Kaiser-Franz-Josef-Bad en l'honneur de l'empereur François-Joseph Ier. À l'époque de la monarchie austro-hongroise, elle a été reconnue comme l'un des principaux sites thérapeutiques en Styrie. En même temps, toutefois, les tensions ethniques se sont accentuées. 
Laško a reçu des droits municipaux en 1927. Immédiatement après la fin de la Seconde Guerre mondiale et le « rapatriement » de Bleiburg, en mai et juin 1945, le puits de Barbara (Barbara rov), une mine au village de Huda Jama, fut la scène d'un massacre de plusieurs centaines de victimes, possiblement de membres des forces armées de l'État indépendant de Croatie et de la garde nationale slovène, mais aussi de civils. Les circonstances de cet acte et la dette historique des partisans yougoslaves sont controversées et font l'objet de recherches.

## Démographie
Entre 1999 et 2021, la population de la commune de Laško est restée proche de 14 000 habitants,.
Évolution démographique
| 1999   | 2000   | 2001   | 2002   | 2003   | 2004   | 2005   | 2006   | 2007   |
| ------ | ------ | ------ | ------ | ------ | ------ | ------ | ------ | ------ |
| 13 922 | 13 911 | 13 887 | 13 890 | 13 874 | 13 828 | 13 791 | 13 755 | 13 798 |
| 2008   | 2009   | 2010   | 2011   | 2012   | 2013   | 2014   | 2015   | 2016   |
| 13 879 | 13 701 | 13 675 | 13 550 | 13 506 | 13 409 | 13 327 | 13 260 | 13 156 |
| 2017   | 2018   | 2019   | 2020   | 2021   |        |        |        |        |
| 13 145 | 13 081 | 13 006 | 13 067 | 13 123 |        |        |        |        |